# Flamenco

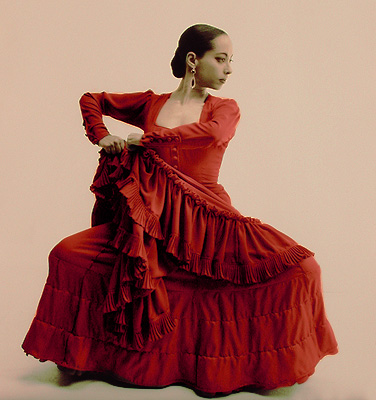
Známá tanečnice flamenca Belen Maya v tradičním kostýmu

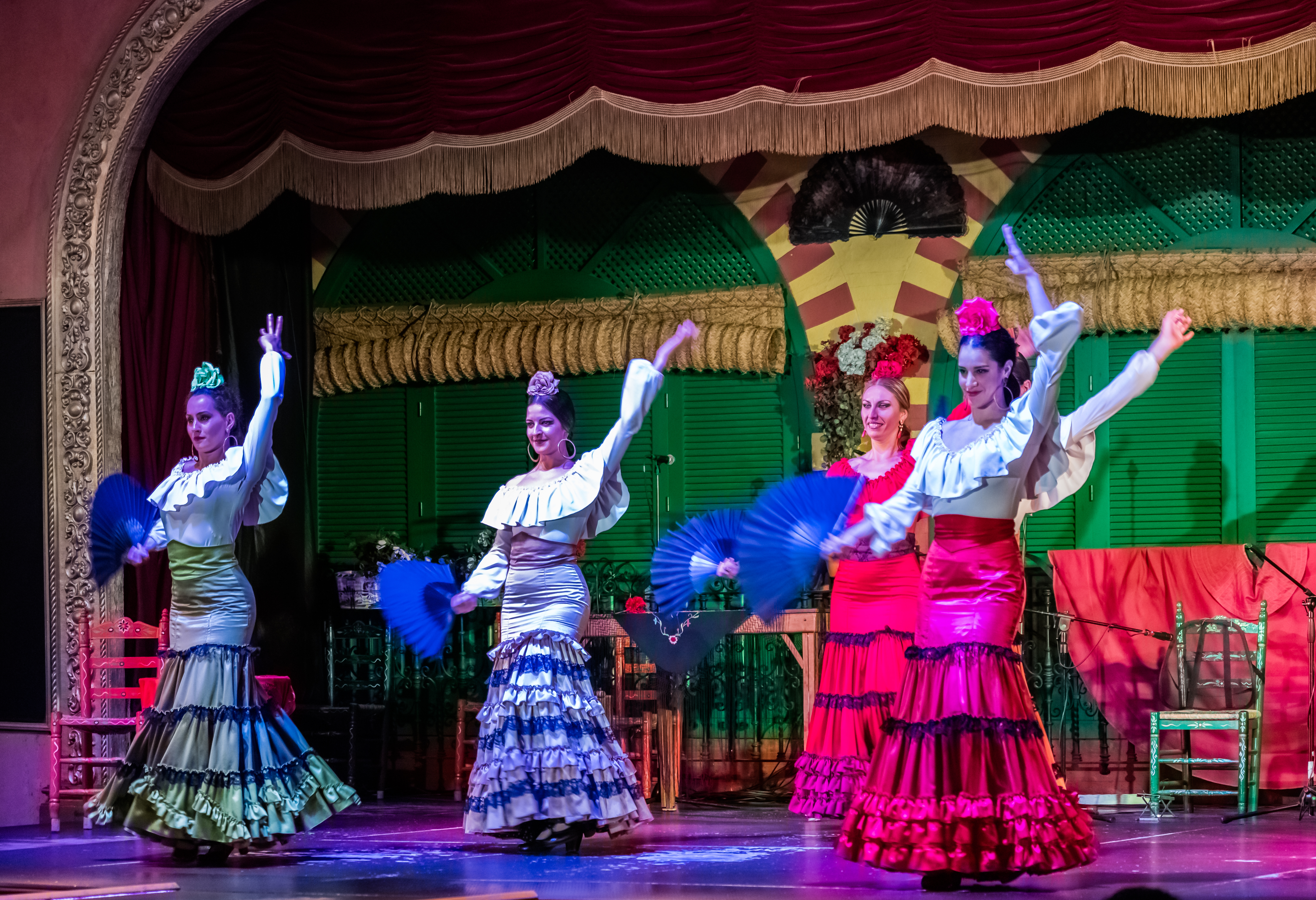
Tablao flamenco

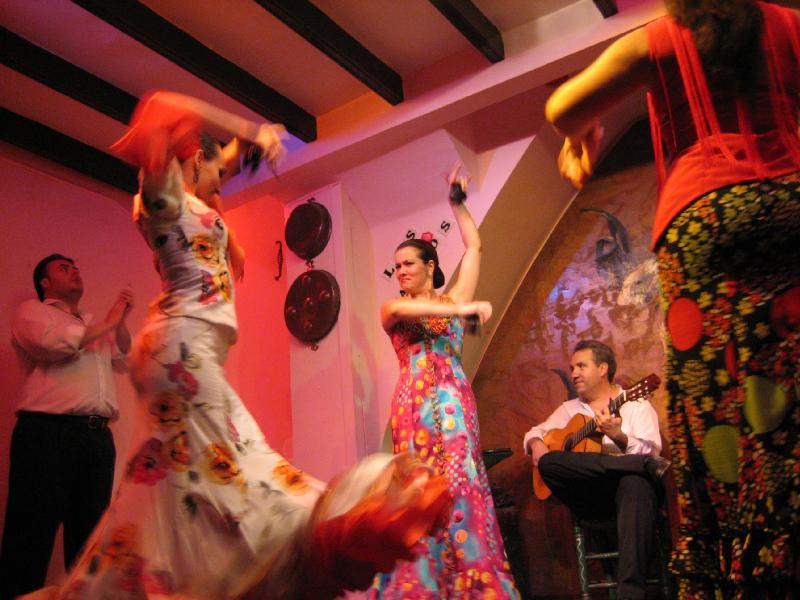
Tanečnice flamenca ve španělské Seville

Flamenco je hudebně-taneční kultura, jejíž kolébkou i současným centrem je Andalusie na jihu Španělska. Vzniklo mezi Romy, kteří tam v 15. století doputovali z Indie přes Pákistán a Egypt. Proto se ve flamencu vlastní romská kultura mísí se španělskou, indickou, židovskou a arabskou.
Dělí se na flamenco jondo (vážné, hluboké), flamenco chico (lehké) a flamenco intermedio (střední) a zahrnuje řadu tanců, počínaje vesnickými Sevillanas přes Alegríu, Buleríu, Tangos, Soléá atd. Hlavními disciplínami jsou zpěv, tanec, hra na kytaru a rytmický doprovod, kterým je míněno tleskání a hra na cajón (čti kachón), což je perkusní nástroj připomínající dřevěnou bednu, na němž hráč sedí obkročmo. Pojem duende, používaný pro nejvyšší extázi ve flamenkovém smyslu, znamená syrový citový prožitek. Týká se především výkonu zpěváka, který se v tradičnějším pojetí pokouší o výkřiky na hranici lidských možností.

## Historie
Až do půli 19. století bylo flamenco pouze součástí životního stylu španělských Gitanos, na profesionální úrovni začali umělci vystupovat až s příchodem romantismu, kdy se zvýšil zájem o exotickou tvář Španělska. Následoval „zlatý věk flamenca“, období kaváren s flamenkovou produkcí vedlo k ničení původního stylu. Proti tomu se postavila skupina španělských intelektuálů v čele se spisovatelem Federikem Garcíou Lorkou a skladatelem Manuelem de Fallou. Ti roku 1922 zorganizovali v Granadě slavnou soutěž ve flamenkovém zpěvu, aby upozornili na umělecké hodnoty ničené kultury.
Nicméně flamenco se k vlastnímu sebeuvědomění postavilo čelem až v padesátých letech. Tehdy akcentovanému důrazu na tradici se pak v sedmdesátých letech vzepřely přední osobnosti nové vlny. Od té doby se flamenco žánrově rozvrstvuje, kombinuje své prvky s popem, rockem, jazzem, brazilskou hudbou, reggae, hip hopem a všemi myslitelnými styly. O mezinárodní popularizaci a následné zakořenění stylu v mnoha zemích světa se nejvíce zasloužili kytarista Paco de Lucia, Camarón de la Isla – zpěvák patřící do nové vlny (přezdívaný pro svůj bolestný výraz „zlomenina duše“), režisér Carlos Saura, jenž natočil filmy s flamenkovou tematikou (Krvavá svatba, Carmen, Čarodějná láska, Flamenco, Salomé…) či nedávno zesnulý tanečník Antonio Gades. Tanec dnes žije svým vlastním životem díky tisícům lektorek a lektorů po celém světě a stále neutuchajícímu, především ženskému zájmu.

## Druhy flamenca
Flamenco (cante, toque, baile) jondo se dá přeložit jako „hluboké flamenco“. Je vážné, melancholické s důrazem na nejhlubší emoce. Řadí se sem:
- siquirias
- soleá
- tienios
- saeta
- tonás

Cante (toque, baile) chico je živější než cante jondo. Dalo by se také charakterizovat jako veselé, rozpustilé, smyslné, něžné, poetické a eroticky laděné. Často není dobře provedeno – je příliš hlučné a divoké. Což je chyba, protože v tomto případě není vhodné upřednostňovat rozjásanost před důstojností. Patří sem tyto styly:
- alegrías
- fandangos
- farruca
- sevillana
- vardiales
- guajiras